# Actinocucumis
Actinocucumis is een geslacht van zeekomkommers uit de familie Cucumariidae. De wetenschappelijke naam van het geslacht werd in 1875 voorgesteld door Hubert Ludwig.

## Soorten
- Actinocucumis chinensis Liao & Pawson, 2001
- Actinocucumis donnani Pearson, 1903
- Actinocucumis solanderi O'Loughlin, 2014
- Actinocucumis typica Ludwig, 1875